# Coelopencyrtus cyprius
Coelopencyrtus cyprius är en stekelart som beskrevs av Annecke 1968. Coelopencyrtus cyprius ingår i släktet Coelopencyrtus och familjen sköldlussteklar.
Artens utbredningsområde är Zimbabwe. Inga underarter finns listade i Catalogue of Life.